# Tau Sagittarii
Tau Sagittarii (τ Sgr / 40 Sagittarii / HD 177716) és un estel de magnitud aparent +3,32 a la Constel·lació del Sagitari. S'hi troba a 120 anys llum del sistema solar.
Tau Sagittarii és una gegant taronja de tipus espectral K1III amb una temperatura superficial de 4.440 K. 92 vegades més lluminosa que el Sol, el seu radi és 16 vegades més gran que el radi solar. Com en molts estels anàlegs del nostre entorn —Aldebaran (α Tauri), Arcturus (α Bootis) o Pòl·lux (β Geminorum) són alguns coneguts exemples—, és una gegant estable en l'interior de la qual té lloc la transformació de l'heli en carboni i oxigen. La seva massa no és ben coneguda, podent estimar-se entre 1,5 i 2 masses solars. Igual que altres gegants, rota lentament; la mesura de la seva velocitat de rotació —3 km/s, sent aquest valor un límit inferior— dona lloc a un període de rotació que pot ser tan llarg com 270 dies.
Tau Sagittarii s'hi mou a una velocitat relativa respecte a nosaltres de 64 km/s,4 vegades superior al valor mitjà local, cosa que suggereix que pot provenir d'una altra regió de la galàxia. Això concorda amb el seu baix contingut metàl·lic, entenent com a «metalls» aquells elements més pesats que l'heli, que suposa el 70% del valor solar.